# Europaspiele 2015/Teilnehmer (Bosnien und Herzegowina)
| Gelbes Symbol für Goldmedaillen mit stilisierten Olympischen Ringen | Graues Symbol für Silbermedaillen mit stilisierten Olympischen Ringen | Braundes Symbol für Bronzemedaillen mit stilisierten Olympischen Ringen |
| ------------------------------------------------------------------- | --------------------------------------------------------------------- | ----------------------------------------------------------------------- |
| —                                                                   | —                                                                     | —                                                                       |

Bosnien und Herzegowina nahm in Baku an den Europaspielen 2015 teil. Vom Olimpijski Komitet Bosne i Hercegovine wurden 56 Athleten in acht Sportarten nominiert.

## Boxen
| Athleten       | Wettbewerb                  | 1. Runde (32er)      | 1. Runde (32er) | Achtelfinale           | Achtelfinale | Viertelfinale         | Viertelfinale | Halbfinale | Halbfinale | Finale | Finale   | Rang |
| Athleten       | Wettbewerb                  | Gegner               | Ergebnis        | Gegner                 | Ergebnis     | Gegner                | Ergebnis      | Gegner     | Ergebnis   | Gegner | Ergebnis | Rang |
| -------------- | --------------------------- | -------------------- | --------------- | ---------------------- | ------------ | --------------------- | ------------- | ---------- | ---------- | ------ | -------- | ---- |
| Männer         |                             |                      |                 |                        |              |                       |               |            |            |        |          |      |
| Adem Fetahovic | Halbweltergewicht bis 64 kg | Daniel Niculescu     | 0:3             | –                      | –            | –                     | –             | –          | –          | –      | –        |      |
| Đorđe Tomić    | Mittelgewicht bis 75 kg     | Tomas Pivorun        | 0:3             | –                      | –            | –                     | –             | –          | –          | –      | –        |      |
| Džemal Bošnjak | Halbschwergewicht bis 81 kg | Polyneikis Kalamaras | 3:0             | Souliman Abdourachidov | 2:1          | Valentino Manfredonia | 1:2           | –          | –          | –      | –        |      |
| Alem Čolpa     | Schwergewicht bis 91 kg     | Paul Omba Biongolo   | 0:3             | –                      | –            | –                     | –             | –          | –          | –      | –        |      |

## Judo
| Athleten        | Wettbewerb         | 1. Runde | 1. Runde | 2. Runde           | 2. Runde  | Achtelfinale | Achtelfinale | Viertelfinale | Viertelfinale | Hoffnungsrunde Halbfinale | Hoffnungsrunde Halbfinale | Halbfinale | Halbfinale | Hoffnungsrunde Finale | Hoffnungsrunde Finale | Finale / Kampf um Bronze | Finale / Kampf um Bronze | Rang |
| Athleten        | Wettbewerb         | Gegner   | Ergebnis | Gegner             | Ergebnis  | Gegner       | Ergebnis     | Gegner        | Ergebnis      | Gegner                    | Ergebnis                  | Gegner     | Ergebnis   | Gegner                | Ergebnis              | Gegner                   | Ergebnis                 | Rang |
| --------------- | ------------------ | -------- | -------- | ------------------ | --------- | ------------ | ------------ | ------------- | ------------- | ------------------------- | ------------------------- | ---------- | ---------- | --------------------- | --------------------- | ------------------------ | ------------------------ | ---- |
| Frauen          |                    |          |          |                    |           |              |              |               |               |                           |                           |            |            |                       |                       |                          |                          |      |
| Harun Sadiković | Klasse über 100 kg | –        | –        | Marius Paškevičius | 0002-1012 | –            | –            | –             | –             | –                         | –                         | –          | –          | –                     | –                     | –                        | –                        |      |

## Kanu
| Athleten    | Wettbewerb | Vorlauf          | Vorlauf          | Halbfinale | Halbfinale | Finale     | Finale | Rang |
| Athleten    | Wettbewerb | Zeit (min)       | Rang             | Zeit (min) | Rang       | Zeit (min) | Rang   | Rang |
| ----------- | ---------- | ---------------- | ---------------- | ---------- | ---------- | ---------- | ------ | ---- |
| Frauen      |            |                  |                  |            |            |            |        |      |
| Olga Babić  | K1 200 m   | nicht angetreten | nicht angetreten |            |            |            |        |      |
| Männer      |            |                  |                  |            |            |            |        |      |
| Darko Savić | K1 1000 m  | 3:53,614         | 22               |            |            |            |        |      |
| Darko Savić | K1 5000 m  |                  |                  |            |            | 22:53,688  | 19     | 19   |

## Leichtathletik
| Athleten                                                           | Wettbewerb       | Finale       | Finale | Finale |
| Athleten                                                           | Wettbewerb       | Zeit/Weite   | Rang   | Punkte |
| ------------------------------------------------------------------ | ---------------- | ------------ | ------ | ------ |
| Frauen                                                             |                  |              |        |        |
| Ksenija Kecman                                                     | 100 m            | 12,70 s      | 11     | 4      |
| Kanita Bilić                                                       | 200 m            | 25,39 s      | 8      | 7      |
| Milica Ožegović                                                    | 400 m            | 56,36 s      | 6      | 9      |
| Vladana Gavranović                                                 | 800 m            | 2:09,45 min  | 7      |        |
| Vladana Gavranović                                                 | 1500 m           | 4:34,32 min  | 6      | 9      |
| Lucia Kimani                                                       | 3000 m           | 9:55,34 min  | 4      | 11     |
| Lucia Kimani                                                       | 5000 m           | 16:47,13 min | 3      | 12     |
| Rahima Zukić                                                       | 3000 m Hindernis | 10:59,76 min | 3      | 12     |
| Gorana Cvijetić                                                    | 100 m Hürden     | 14,11 s      | 3      | 12     |
| Gorana Cvijetić                                                    | 400 m Hürden     | 1:02,83 min  | 6      | 9      |
| Anja Erceg Svjetlana Graorac Ivana Macanović Nikolija Stanivuković | 4 × 100 m        | 48,17 s      | 7      | 8      |
| Kanita Bilić Vladana Gavranović Ivana Macanović Milica Ožegović    | 4 × 400 m        | 3:51,13 min  | 7      | 8      |
| Mladena Petrušić                                                   | Hochsprung       | 1,78 m       | 4      | 11     |
| Tanja Marković                                                     | Weitsprung       | 5,50 m       | 8      | 7      |
| Melika Kasumović                                                   | Dreisprung       | 11,53 m      | 9      | 6      |
| Gorana Tešanović                                                   | Kugelstoßen      | 12,94 m      | 7      | 8      |
| Gorana Tešanović                                                   | Diskuswurf       | 44,70 m      | 6      | 9      |
| Stefani Vukajlovic                                                 | Hammerwurf       | 49,53 m      | 6      | 9      |
| Aleksandra Vidović                                                 | Speerwurf        | 44,79 m      | 4      | 11     |
| Männer                                                             |                  |              |        |        |
| Sait Huseinbašić                                                   | 100 m            | 11,12 s      | 11     | 4      |
| Borislav Dragoljević                                               | 200 m            | 22,15 s      | 9      | 6      |
| Borislav Dragoljević                                               | 400 m            | 47,89 s      | 3      | 12     |
| Amel Tuka                                                          | 800 m            | 1:50,16 min  | 1      | 14     |
| Dušan Babić                                                        | 1500 m           | 3:52,09 min  | 5      | 10     |
| Stefan Ćuković                                                     | 3000 m           | 8:53,93 min  | 9      | 6      |
| Srđan Samardžić                                                    | 5000 m           | 16:36,42 min | 13     | 2      |
| Osman Junuzović                                                    | 3000 m Hindernis | 8:54,55 min  | 3      | 12     |
| Mahir Kurtalić                                                     | 110 m Hürden     | 14,43 s      | 3      | 12     |
| Rusmir Malkočević                                                  | 400 m Hürden     | 53,59 s      | 5      | 10     |
| Nikola Brkić Borislav Dragoljević Sait Huseinbašić Dejan Raseta    | 4 × 100 m        | 41,85 s      | 8      | 7      |
| Semir Avdic Borislav Dragoljević Rusmir Malkočević Amel Tuka       | 4 × 400 m        | 3:10,50 min  | 2      | 13     |
| Samir Hodžić                                                       | Hochsprung       | 1.95         | 9      | 6      |
| Goran Pejić                                                        | Stabhochsprung   | 3,50 m       | 8      | 7      |
| Nikola Brkić                                                       | Weitsprung       | 6,76 m       | 11     | 4      |
| Anes Hodzic                                                        | Dreisprung       | 13,51 m      | 11     | 4      |
| Hamza Alić                                                         | Kugelstoßen      | 20,26 m      | 1      | 14     |
| Kemal Mešić                                                        | Diskuswurf       | 50,26 m      | 3      | 12     |
| Zlatan Seranic                                                     | Hammerwurf       | 36,93 m      | 10     | 5      |
| Dejan Milesunic                                                    | Speerwurf        | 62,57 m      | 8      | 7      |

Endplatzierung
| Team                    | Wettkampf  | Finale | Finale |
| Team                    | Wettkampf  | Punkte | Rang   |
| ----------------------- | ---------- | ------ | ------ |
| Bosnien und Herzegowina | Mixed Team | 337    | 6      |

## Radsport

### Mountainbike
| Athleten        | Wettbewerb    | Zeit (h)   | Rang       |
| --------------- | ------------- | ---------- | ---------- |
| Männer          |               |            |            |
| Aleksa Crnčević | Cross-Country | überrundet | überrundet |

### Straße
| Athleten      | Wettbewerb      | Zeit                 | Rang                 |
| ------------- | --------------- | -------------------- | -------------------- |
| Frauen        |                 |                      |                      |
| Lejla Tanović | Straßenrennen   | Rennen nicht beendet | Rennen nicht beendet |
| Männer        |                 |                      |                      |
| Mujo Kurtović | Straßenrennen   | Rennen nicht beendet | Rennen nicht beendet |
| Mujo Kurtović | Einzelzeitfahrt | 1:18:55,78           | 39                   |

## Schießen
| Athleten          | Klasse | Wettbewerb      | Qualifikation   | Qualifikation | Finale          | Finale | Rang |
| Athleten          | Klasse | Wettbewerb      | Ringe/ Scheiben | Rang          | Ringe/ Scheiben | Rang   | Rang |
| ----------------- | ------ | --------------- | --------------- | ------------- | --------------- | ------ | ---- |
| Frauen            |        |                 |                 |               |                 |        |      |
| Tatjana Đekanović | Gewehr | Luftgewehr 10 m | 406,7           | 35            | –               | –      |      |

## Tischtennis
| Athleten          | Wettbewerb | 1. Runde  | 1. Runde | 2. Runde       | 2. Runde | Achtelfinale | Achtelfinale | Viertelfinale | Viertelfinale | Halbfinale | Halbfinale | Finale/Spiel um Platz 3 | Finale/Spiel um Platz 3 | Rang |
| Athleten          | Wettbewerb | Gegner    | Ergebnis | Gegner         | Ergebnis | Gegner       | Ergebnis     | Gegner        | Ergebnis      | Gegner     | Ergebnis   | Gegner                  | Ergebnis                | Rang |
| ----------------- | ---------- | --------- | -------- | -------------- | -------- | ------------ | ------------ | ------------- | ------------- | ---------- | ---------- | ----------------------- | ----------------------- | ---- |
| Männer            |            |           |          |                |          |              |              |               |               |            |            |                         |                         |      |
| Admir Duranspahić | Einzel     | Tan Ruiwu | 4:3      | Liam Pitchford | 2:4      | –            | –            | –             | –             | –          | –          | –                       | –                       |      |

## Wassersport

### Schwimmen
Hier fanden Jugendwettbewerbe statt. Bei den Frauen ist das die U17 (Jahrgang 1999) und bei den Männern die U19 (Jahrgang 1997).
| Athleten         | Wettbewerb          | Vorlauf     | Vorlauf | Halbfinale | Halbfinale | Finale | Finale | Rang |
| Athleten         | Wettbewerb          | Zeit        | Rang    | Zeit       | Rang       | Zeit   | Rang   | Rang |
| ---------------- | ------------------- | ----------- | ------- | ---------- | ---------- | ------ | ------ | ---- |
| Frauen           |                     |             |         |            |            |        |        |      |
| Lamija Medošević | 50 m Freistil       | 27,84 s     | 49      | -          | -          | -      | -      |      |
| Lamija Medošević | 100 m Freistil      | 1:00,19 min | 55      | -          | -          | -      | -      |      |
| Lamija Medošević | 200 m Freistil      | 2:12,41 min | 51      | -          | -          | -      | -      |      |
| Lamija Medošević | 400 m Freistil      | 4:43,73 min | 44      | -          | -          | -      | -      |      |
| Lamija Medošević | 100 m Rücken        | 1:09,95 min | 37      | -          | -          | -      | -      |      |
| Lamija Medošević | 200 m Rücken        | 2:29,59 min | 32      | -          | -          | -      | -      |      |
| Lamija Medošević | 50 m Schmetterling  | 31,50 s     | 50      | -          | -          | -      | -      |      |
| Männer           |                     |             |         |            |            |        |        |      |
| Adi Mesetovic    | 50 m Freistil       | 23,91 s     | 36      | -          | -          | -      | -      |      |
| Adi Mesetovic    | 100 m Freistil      | 53,17 s     | 51      | -          | -          | -      | -      |      |
| Adi Mesetovic    | 50 m Schmetterling  | 25,10 s     | 25      | -          | -          | -      | -      |      |
| Maid Sukanovic   | 50 m Freistil       | 24,76 s     | 51      | -          | -          | -      | -      |      |
| Maid Sukanovic   | 100 m Freistil      | 54,01 s     | 59      | -          | -          | -      | -      |      |
| Maid Sukanovic   | 50 m Schmetterling  | 25,98 s     | 51      | -          | -          | -      | -      |      |
| Maid Sukanovic   | 100 m Schmetterling | 58,22 s     | 52      | -          | -          | -      | -      |      |